# ماملار
ماملار (به اسپانیایی: Mamolar) یک شهرستان در اسپانیا است.